# 幸せの始まりは
『幸せの始まりは』（しあわせのはじまりは、How Do You Know）は、2010年のアメリカ合衆国のロマンティック・コメディ映画。ジェームズ・L・ブルックスが製作、監督、脚本を務めた。リース・ウィザースプーン、ポール・ラッド、オーウェン・ウィルソンとジャック・ニコルソンが出演している。戦力外通告を受けて路頭に迷ったソフトボール選手の30代女性が、対照的な2人の男性の間で揺れ動く姿を描いている。
撮影はフィラデルフィアとワシントンD.C.で行われた。

## ストーリー
プロソフトボール選手のリサは、ある日突然チームを解雇されてしまう。それまでの人生全てをソフトボールに捧げてきた彼女にとって、この出来事はあまりにもショックなものだった。また、リサは現在交際中の恋人のことでも悩んでいた。彼女の恋人マティは、メジャーリーグでピッチャーとして活躍している有能な選手だが、女好きで本当にリサを愛しているのかさえ疑わしかった。そこでリサは気分転換に、友人に紹介された別の男性とデートをする。その男性ジョージは、父親と貿易会社を共同経営している青年実業家だが、現在は身に覚えのない投資詐欺の疑いで起訴されるか否かといった瀬戸際に立っていた。リサとジョージ、お互い人生の最悪な時に立っている二人は、いつしか惹かれあっていく。

## キャスト
| 役名                   | 俳優                     | 日本語吹替 |
| ---------------------- | ------------------------ | ---------- |
| リサ・ジョーゲソン     | リース・ウィザースプーン | 園崎未恵   |
| ジョージ・マディソン   | ポール・ラッド           | 横堀悦夫   |
| マティ・レイノルズ     | オーウェン・ウィルソン   | 川島得愛   |
| チャールズ・マディソン | ジャック・ニコルソン     | 石田太郎   |
| アニー                 | キャスリン・ハーン       | 藤原美央子 |
| ロン                   | マーク・リン＝ベイカー   | 楠見尚己   |
| アル                   | レニー・ヴェニート       | 丸山壮史   |
| 精神科医               | トニー・シャルーブ       |            |
| マティのチームメイト   | アンドリュー・ウィルソン |            |
| トリ                   | 松崎悠希                 |            |

- その他の日本語吹き替え:すずき紀子／小橋知子／谷昌樹／浦山迅／岩崎正寛／佳月大人／中田隼人／小林美奈／永吉ユカ／中司ゆう花／藤本教子／榊原奈緒子

## 作品の評価
Rotten Tomatoesによれば、150件の評論のうち高評価は31%にあたる46件で、平均点は10点満点中4.9点、批評家の一致した見解は「『幸せの始まりは』は好感の持てる主演4人を誇っているが、 脚本・監督のジェームズ・L・ブルックスによる、この口先だけの、長すぎる失敗作は彼らにふさわしくない。」となっている。Metacriticによれば、38件の評論のうち、高評価は14件、賛否混在は17件、低評価は7件で、平均点は100点満点中46点となっている。